# Miloslav Kopečný (herec)
Miloslav Kopečný (někdy také Miloš Kopečný, * 18. září 1944 Třebíč) je český herec. Jeho nejznámější rolí je Bankéř ve filmech Bony a klid a Bony a klid 2.

## Biografie
Narodil se v roce 1944 v Třebíči, pochází z Nových Dvorů, kde jeho otec postavil rodinný dům a konzervárnu. V Třebíči působil jako člen ochotnického divadla, kde jej režíroval Josef Gerža, působil tam společně s Jiřím Pechou nebo Karlem Pospíšilem. Tam následně vystudoval gymnázium, posléze v roce 1965 vystudoval činoherní herectví na Janáčkově akademii múzických umění v Brně. Po studiu nastoupil do Východočeského divadla v Pardubicích, v roce 1969 pak začal působit v Divadle F. X. Šaldy v Liberci, kde hrál například Vocílku ve Strakonickém dudákovi nebo Don Juana v Donu Juanovi. Od roku 1983 působil v Činoherním studiu v Ústí nad Labem, tam působil do roku 1993, kdy nastoupil do divadla Labyrint v Praze. V témže roce nastoupil do Divadla pod Palmovkou, kde působil přibližně 20 let. V Divadle pod Palmovkou hrál např. Polonia v Hamletovi.
Hostuje v Divadle v Dlouhé.
Je ženatý a má tři děti.
V roce 2022 obdržel Cenu města Třebíče.